# Lucillella asterra
Lucillella asterra is een vlindersoort uit de familie van de prachtvlinders (Riodinidae), onderfamilie Riodininae.
Lucillella asterra werd in 1898 beschreven door Grose-Smith.